# Boiga bourreti
Espèce
Statut de conservation UICN

 EN B1ab(iii) : En danger
Boiga bourreti est une espèce de serpents de la famille des Colubridae.

## Répartition
Cette espèce est endémique du Viêt Nam. Elle se rencontre dans la province de Quảng Bình, dans le centre du pays, où elle a été découverte dans le parc national de Phong Nha-Kẻ Bàng à environ 550 m d'altitude.

## Classification
Le nom valide complet (avec auteur) de ce taxon est Boiga bourreti Tillack (d), Ziegler & Le Khac (d), 2004.

## Étymologie
Son nom d'espèce lui a été donné en l'honneur de René Léon Bourret, géologue et zoologiste français.

## Publication originale
- (de) Frank Tillack, Thomas Ziegler et Le Khac Quyet, « Eine neue Art der Gattung Boiga Fitzinger 1826 (Serpentes: Colubridae: Colubrinae) aus dem zentralen Vietnam », Sauria, Allemagne, vol. 26, no 4,‎ 2004, p. 3-13 (ISSN 0176-9391).